# Середпілля
Середпі́лля — село в Україні, у Градизькій селищній громаді Кременчуцького району Полтавської області. Населення становить 187 осіб. Орган місцевого самоврядування — Градизька селищна рада.

## Населення

### Мова
Розподіл населення за рідною мовою за даними перепису 2001 року:
| Мова            | Кількість | Відсоток |
| --------------- | --------- | -------- |
| українська      | 176       | 94.12%   |
| російська       | 8         | 4.28%    |
| румунська       | 1         | 0.53%    |
| інші/не вказали | 2         | 1.07%    |
| Усього          | 187       | 100%     |